# Rhodostrophia adulterina
Rhodostrophia adulterina är en fjärilsart som beskrevs av Heydemann 1933. Rhodostrophia adulterina ingår i släktet Rhodostrophia och familjen mätare. Inga underarter finns listade.